# 松浦舞依
松浦 舞依（まつうら まい、1983年10月24日 - ）は日本の女性モデル、元レースクイーン。愛知県出身。有限会社アウラ・エージェント所属。モーターショーや東京ゲームショウなどにイベントコンパニオンとして出演していたが、現在は活動を休止している。
妹が2人いる。

## レースクイーン
- スーパー耐久「浅野レーシングサービス・Funky'sギャル」（2008年）

## 出演

### テレビ
- 山野愛子物語（日本テレビ、2006年）- CMモデル
- たけしの日本教育白書（フジテレビ、2006年） - アシスタント

### イベント
- 東京モーターショー「アイシン精機ブース」（2007年10月 - 11月）
- 東京オートサロン「WALDブース」（2008年1月）共演：真咲あい、覚友見